# الکساندر ریمن
الکساندر ریمن (انگلیسی: Alexander Riemann؛ زادهٔ ۱۲ آوریل ۱۹۹۲) بازیکن فوتبال اهل آلمان است.
از باشگاه‌هایی که در آن بازی کرده‌است می‌توان به باشگاه فوتبال اشتوتگارت، باشگاه فوتبال اس‌وی زاندهاوزن، و باشگاه فوتبال وهن ویسبادن اشاره کرد.
وی همچنین در تیم‌های ملی فوتبال جوانان آلمان، جوانان آلمان، و جوانان آلمان بازی کرده‌است.